# 鯨とメダカ
金曜プレステージ特別企画・鯨とメダカ（きんようぷれすてーじとくべつきかく・くじらとめだか）は、2008年5月9日の19:57 - 21:49に、フジテレビ系で放送されたテレビドラマの特別番組である。視聴率は10.9%。
志田未来が14歳最後の日に放送された。『北の国から2002遺言』以来5年8ヶ月ぶりのドラマ主演となる田中邦衛との60歳差の友情を描く。田中邦衛は旭日小綬章受章後初のドラマ・映画出演。

## あらすじ
国内有数の発動機メーカー『二宮発動機』のオーナー兼社長、二宮茂はある日、実の息子が起こした社内クーデターによってその座を追われる。75歳になる現在まで仕事一筋、ただただ会社の発展に生涯を捧げてきた茂は、自分がひどく不器用な生き方しか出来ない老人であるという現実を思い知るのだった。
毎日あてもなく街をぶらついていた茂は、15歳の女子中学生、今井サチコと出会う。サチコは江戸っ子を絵に書いたような快活な性格の少女だが、自分の人生について思いを巡らせる多感な年頃でもあった。そんな二人が年の差を越えて心を通わせ、いつしか温かい友情が芽生えていた。そしてある日、茂はサチコに人を鯨とメダカに例えて人生を説く。
下町で生まれ育ち大人になろうとしているサチコと、老人になるまで全てを仕事に捧げてきた茂。二人の人生の何かが変わろうとしていた。

## 出演
- 二宮 茂（しげ爺）：田中邦衛
- 今井 サチコ：志田未来
- 二宮 太一郎：高橋克実
- 近藤 秀和：平泉成
- 立浪 和夫：でんでん
- 今井 艶子：余貴美子
- 今井 初（初ばあ）：八千草薫
- 遠山 謙吾：梶原善
- 鹿内 龍介：太賀
- 松山 えり：黒瀬友美
- 細田 繁美：真下有紀
- 福川 梢：ふくまつみ
- 海老原啓介、やべけんじ、小山弘訓、佐々木省三、山素由湖、阿部智有、西井里佳

## スタッフ
- 原案：松山善三「鯨とメダカ」
- 脚本：樫田正剛
- 演出：西浦正記
- 音楽：鈴木和郎
- 挿入歌：森山直太朗「花」
- 技術協力：ビデオスタッフ、バスク
- 美術協力：フジアール
- 照明協力：ザ・ホライズン
- 音響効果：スポット
- スタジオ：東京メディアシティ
- ロケ協力：台東区フィルム・コミッション、あげおフィルム・コミッション、埼玉県ロケーションサービス、仲見世商店街振興組合、浅草メトロ通り商店会、浅草伝法町通り商店会振興組合、小宮剣道部
- 企画：現王園佳正、保原賢一郎
- 統括プロデュース：中村敏夫
- プロデュース：浅野澄美、三田真奈美
- 製作協力：フジクリエイティブコーポレーション
- 製作著作：フジテレビ